# 名川郵便局
名川郵便局（ながわゆうびんきょく）は青森県三戸郡南部町にある郵便局である。民営化前の分類では集配特定郵便局であった。局番号は84048。

## 概要
住所：〒039-0699 青森県三戸郡南部町剣吉中町17-13

## 沿革
- xxxx年ｘ月 - 北川郵便局として開局。
- 1958年（昭和33年）3月21日 - 名川郵便局に改称[1]。
- 1970年（昭和45年）11月29日 - 電話交換業務を八戸電報電話局に移管。
- 2007年（平成19年）3月5日 - ゆうゆう窓口（郵便時間外窓口）を廃止し、配達センター局に移行。
- 2007年（平成19年）10月1日 - 民営化に伴い、併設された郵便事業八戸西支店名川集配センターに一部業務を移管。
- 2012年（平成24年）10月1日 - 日本郵便株式会社発足に伴い、郵便事業八戸西支店名川集配センターを名川郵便局に統合。

## 取扱内容
- 郵便、印紙、ゆうパック、内容証明
- 貯金、為替、振替、振込、国際送金、国債
- 生命保険、バイク自賠責保険
- ゆうちょ銀行ATM
- 三戸郡南部町内の一部地域（旧・名川町域の一部地域：〒039-06xx）の集配業務

## 周辺
- 南部町役場剣吉支所
- 南部町立剣吉小学校
- 国道4号
- 国道104号
- 馬淵川

## アクセス
- 青い森鉄道線 剣吉駅より徒歩約11分
- 南部バス（上名久井経由八戸 - 三戸線）、ながわ里バス、南部町多目的バス（三戸駅 - バーデハウス線） 剣吉局前停留所下車
- 八戸自動車道 南郷ICから北西へ約11km
- 駐車場あり：2台